# Louis Durey
Louis Durey (París, 27 de maig de 1888 - Saint Tropez, 3 de juliol de 1979) fou un compositor francès.
Començà els estudis musicals als 22 anys i, més tard, la composició, que aprendria amb Léonce Saint-Réquier, professor de la Schola Cantorum el 1919. Amb tot, la seva formació pot considerar-se autodidàctica. El 1920 s'uní al Grup dels Sis, del que se'n desentengué molt aviat per no acceptar el simplisme estètic sota la direcció d'en Cocteau i pel contrari, admirar en Ravel, sobre el qual en va fer un important estudi tècnic i crític.
Més tard varen ser Stravinsky, Erik Satie i encara Schönberg, els quals l'influïren, abans d'assolir a posseir definitivament un estil propi, barreja d'atonalisme i politonalitat, que a poc a poc aniria guanyant en concisió. El 1936 s'afilià al Partit Comunista, i arribà a ser, secretari general de la Federació Musical Popular. Després participà en l'Associació Francesa de Músics Progressistes, orientació, la qual obeïa als cànons del realisme socialista, imposats per l'URSS. (entre els associats hi figuraven Serge Nigg i Michel Philippot).
Compongué les primeres cançons (donava especial importància a la música vocal i coral) sobre texts de Paul Verlaine, Jammes Gide i Tagore, i les següents, sobre Saint-John Perse, Mao Tse-tung (La llarga Marxa) i 2 Poemes d'Ho Chi Minh (1951). Altres obres vocals seves són l'Occasión, comèdia en un acte (1923), Le printemps au fond de la mer, per a cant i 10 instruments de vent, i la cantata Éloges. És autor de la música pel drama Judith, d'Hebbel, així com nombroses peces per a piano: Carillons i Neige, a 4 mans (1916-18), orquestrades després, tres sonatines (1926), 10 invencions (1928), 10 Basquaises (1951), Autoportraits, preludis, estudis i nocturns. Per a orquestra –i més per a conjunt instrumental- va escriure Fantasia, amb violoncel solista (1947), Ouverture Ille-deFrance (1955), Pastoral, Concertino, per a piano i instruments de vent (1957), Octophonies (1965) i, Sinfonietta només per a corda. La seva producció de cambra compren tres quartets i un trio de corda, un trio amb piano i una sonatina per a flauta i piano. Quasi tota l'obra referida, és inèdita o molt poc coneguda.